# Pardiglanis tarabinii
Pardiglanis tarabinii је зракоперка из реда Siluriformes и фамилије Claroteidae. 

## Угроженост
Подаци о распрострањености ове врсте су недовољни.

## Распрострањење
Сомалија је једино познато природно станиште врсте.

## Станиште
Станиште врсте су слатководна подручја.